# Віллі Мюнценберг
Вільгельм (Віллі) Мюнценберг (нім. Wilhelm Münzenberg; 14 серпня 1889, Ерфурт — 17 жовтня 1940, Сен-Марселлен) — німецький комуніст, видавець, діяч Комінтерну та засновник Міжнародної робочої допомоги.

## Біографія
Народився в сім'ї корчмаря. Мати Мюнценберга походила з баронського роду фон Зекендорф. В юності встиг попрацювати робітником на взуттєвій фабриці і помічником аптекаря. Згодом приєднався до Соціал-демократичної партії Німеччини, потрапив до в'язниці за організацію робітничих заворушень і перебрався до Швейцарії.
У 1914 році увійшов до радикальної меншості СДПН, яка виступала проти війни і утворила НСДПН. У квітні 1915 року на Бернській міжнародній соціалістичній конференції молоді був обраний секретарем Міжнародного секретаріату молоді.
В Швейцарії в цей час опинилися й ватажки більшовиків, з якими Мюнценберг швидко зійшовся і навіть допомагав переправити їх через Німеччину до Швеції (звідки вони могли вирушити додому).
В 1918 році Мюнценберга вислали з Швейцарії до Німеччини, де в цей час вже спалахнула революція. Він приєднався до «спартаківців» (майбутньої комуністичної партії Німеччини), а на першому конгресі Комуністичного інтернаціоналу молоді в Берліні був обраний її міжнародним секретарем.
На початку 1920 року організував Міжнародний фонд допомоги робітникам, що офіційно збирав гроші для допомоги голодуючим Поволжя, але також здійснював велику комерційну діяльність.
Мюнценберг, зокрема, став власником видавництва «Нойер Дойчер Ферлаг», навколо якого постала ціла медіаімперія. Її флагманом була «Робітнича ілюстрована газета», до роботи в якій Мюнценберг залучив найкращих авторів і ілюстраторів, серед яких були «винахідники фотомонтажу» Джона Хартфілда і Георга Гросса. Її доповнювали щоденні газети «Берлін ам морген» і «Вельт ам абенд» та «нишеві» видання на кшталт «Шляху жінки» чи «Робітничого фотографа». Про «успіхи» СРСР розповідав часопис «Радянська Росія в світлинах». За кілька років за накладами і впливом на ринок холдинг Мюнценберга увірвався до провідної п'ятірки в Німеччині. Газети, контрольовані ним, виходили і в багатьох інших країнах — навіть на Далекому Сході.
Міжрабпом володів власними кіностудіями, у тому числі найбільшою радянською кіностудією «Межрабпом-Русь» та прокатною компанією «Прометей-фільм». Мюнценберга називали «червоним мільйонером» і зазначали, що він звик жити стильно.
У 1924 році Мюнценберга було обрано депутатом рейхстагу від Комуністичної партії Німеччини.
Мюнценберга вважають винахідником технології залучення до співпраці з комуністами західних інтелектуалів (так званих «корисних ідіотів») за допомогою створення численних громадських організацій, які декларували найшляхетніші цілі, залучали до свої лав якмога більше гучних імен, а потім спрямовували у потрібне русло інфільтрованими до них функціонерами. Для цих організації також використовували термін «клуби невинних» — проте громадянська дружина Мюнценберга Бабетта Гросс згодом заперечувала, що він коли-небудь вживав це словосполучення.
Окрім осередків Міжрабпому Мюнценберга вважають організатором численних товариств «друзів Радянської Росії», Антиімперіалістичної ліги, Світового комітету проти війни та фашизму тощо.
Після приходу Гітлера до влади в 1933 Мюнценберг разом з Бабеттою Гросс емігрував до Франції. Тут він видав «Коричневу книгу гітлерівського терору та підпалу рейхстагу», яка була перекладена більш ніж 20 мовами і стала важливим елементом антифашистської пропаганди. Її вважають одним із найбільших пропагандистських успіхів за всю історію Комінтерну .
Використавши наплив за океан біженців з Німеччини, серед яких було чимало талановитих фахівців з виробництва кіно, які й справді ненавиділи нацистів, Мюнценберг розпочав проникнення до Голлівуду. Виконавцем цієї операції став його помічник Отто Кац , який діяв під псевдонімом «Рудольф Бреда». Йому вдалося створити «Антинацистську лігу Голлівуду» та спонукати вступ деяких його працівників, зокрема Дональда Огдена Стюарта, до комуністичної партії. Зрештою, США відвідав і сам Мюнценберг.
У Франції Мюнценберг організував Світове товариство допомоги жертвам німецького фашизму, провів міжнародний антифашистський конгрес діячів культури у Парижі. Зрештою, його викликали до Москви, де готували процеси проти працівників Комінтерну. Мюнценбергу вдалося вирватися із пастки за допомогою Пальміро Тольятті.
У 1936 році він брав участь в організації міжнародних бригад для участі в Громадянській війні в Іспанії. Проте у тому ж році виступив із критикою сталінізму, у зв'язку з чим у 1937 році Мюнценберг був на вимогу Вальтера Ульбріхта виведений зі складу ЦК КПГ. 22 серпня 1939 року в Москві було підписано пакт Молотова — Ріббентропа. Віллі Мюнценберг різко висловився проти; йому належить цитата «Сталін, ти — зрадник!». Опублікував довгу статтю в антинацистському журналі Zukunft і в 1939 був виключений з партії. У 1939—1940 роках працював на французькому радіо, організовуючи мовлення на Німеччину.
У червні 1940 року втік з Парижа, рятуючись від німців. Був заарештований урядом Даладьє і відправлений до табору (Camp militaire de Chambaran), звідки втік, можливо за сприяння агентів НКВС. 17 жовтня 1940 був знайдений мисливцями задушеним у лісі.

## Твори
- Der Kampf und Sieg der Bolschewiki. Sozialdemokratische Jugendorganisation der Schweiz, Zürich 1918.
- Die Sozialistische Jugendinternationale. Vorwort von Clara Zetkin, Verlag Junge Garde, Berlin 1919.
- Erobert den Film! Winke aus der Praxis für die Praxis proletarischer Filmpropaganda. Neuer Deutscher Verlag, Berlin 1925.
- Мюнценберг В. Кино и революция. М.: Межрабпом, 1925
- Fünf Jahre Internationale Arbeiterhilfe. Neuer Deutscher Verlag, Berlin 1926.
- Die dritte Front. Aufzeichnungen aus 15 Jahren proletarischer Jugendbewegung. Vorwort von Fritz Brupbacher, Neuer Deutscher Verlag, Berlin 1930. (Nachdrucke: Berlin 1978, Winterthur 2015)
- Solidarität. Zehn Jahre Internationale Arbeiterhilfe 1921—1931.Neuer Deutscher Verlag, Berlin 1931.
- Weissbuch über die Erschießungen vom 30. Juni 1934. Paris 1934. (anonym veröffentlicht)
- Propaganda als Waffe. Carrefour, Paris 1937.
- Lebenslauf [1918]. Verlag Detlef Aufermann, Glashütten im Taunus 1972.
- Propaganda als Waffe. Ausgewählte Schriften 1919—1940. Hrsg. v. Til Schulz, März Verlag, Frankfurt am Main 1972. Schröder. März Verlag, Frankfurt a. M. 1972.

## Пам'ять
У Ленінграді була школа ФЗУ ім. Віллі Мюнценберга (при Швейній фабриці жіночої та дитячої сукні ім. Віллі Мюнценберга).